# Pawieł Bieriestniew
Pawieł Maksimowicz Bieriestniew (ros. Павел Максимович Берестнев, ur. 20 maja?/2 czerwca 1913 we wsi Pokrowka w obwodzie smoleńskim, zm. 20 maja 1981 we Władykaukazie) – radziecki lotnik wojskowy, generał major lotnictwa, Bohater Związku Radzieckiego (1943).

## Życiorys
Skończył niepełną szkołę średnią, w 1930 wyjechał do Donbasu, gdzie pracował w kopalni, po powrocie do rodzinnej wsi pracował w kołchozie. Od 1933 mieszkał w Moskwie, gdzie pracował jako dekarz i jednocześnie uczył się w szkole młodzieży robotniczej, w 1936 ukończył rabfak (fakultet robotniczy) Ludowego Komisariatu Komunikacji Drogowej, od 1936 służył w Armii Czerwonej. W 1939 ukończył Kaczyńską Wojskową Wyższą Szkołę Lotniczą Pilotów, a w 1940 kursy doskonalenia nawigatorów Sił Powietrznych w Połtawie, służył w Zakaukaskim Okręgu Wojskowym, od marca 1942 uczestniczył w wojnie z Niemcami jako adiutant eskadry, zastępca dowódcy i dowódca eskadry. Walczył na Froncie Krymskim, Północno-Kaukaskim, Południowym i 4 Ukraińskim, brał udział w obronie Krymu i Kaukazu, wyzwoleniu Donbasu i Melitopola, w czerwcu 1942 został zestrzelony, wyskoczył na spadochronie. Po wyleczeniu studiował w Wojskowej Akademii Sił Powietrznych. W czasie wojny wykonał 185 lotów bojowych, strącił osobiście 12 i w grupie 2 samoloty wroga. Po ukończeniu akademii w 1945 służył w Północnej Grupie Wojsk w Polsce i w Grupie Wojsk Radzieckich w Niemczech jako zastępca dowódcy i dowódca pułku, lotnik-inspektor, później był zastępcą dowódcy i dowódcą dywizji w Odeskim Okręgu Wojskowym i Zakaukaskim Okręgu Wojskowym (od 1957 w stopniu generała majora lotnictwa), 1958–1961 był zastępcą dowódcy 34 Armii Powietrznej, we wrześniu 1961 został zwolniony do rezerwy. Mieszkał w Odessie, później we Władykaukazie.

## Odznaczenia
- Złota Gwiazda Bohatera Związku Radzieckiego (24 maja 1943)[1]
- Order Lenina (24 maja 1943)
- Order Czerwonego Sztandaru (czterokrotnie – 1 lutego 1943, 22 kwietnia 1943, 4 czerwca 1955 i 30 grudnia 1956)
- Order Wojny Ojczyźnianej I klasy (5 kwietnia 1943)
- Order Czerwonej Gwiazdy (trzykrotnie – 3 października 1942, 21 sierpnia 1953 i 29 kwietnia 1954)

I medale.